# Acrolophus modestas
Acrolophus modestas är en fjärilsart som beskrevs av August Busck 1912. Acrolophus modestas ingår i släktet Acrolophus och familjen Acrolophidae. Inga underarter finns listade i Catalogue of Life.